# 日本ソフトクリーム協議会
日本ソフトクリーム協議会（にほんソフトクリームきょうぎかい）は、ソフトクリームのメーカーで構成されている団体。

## 概要
- 本部所在地：東京都品川区荏原1-21-4（日世）
- 活動内容：ソフトクリームの品質向上と消費者の認知拡大など
- 会員
  - 筑波乳業
  - 日世
  - 不二製油
  - 明治
  - 森永乳業
  - 守山乳業
  - ロッテアイス
  - よつ葉乳業